# Communauté de communes du Pays de la Météorite
La communauté de communes du Pays de la Météorite est une ancienne communauté de communes française, située dans le département de la Haute-Vienne, en région Limousin. Créée en 1996, elle fusionne au 1er janvier 2016 avec la communauté de communes Vienne-Glane pour former la nouvelle communauté de communes Porte Océane du Limousin.

## Histoire
La communauté de communes du Pays de la Météorite est créée le 26 décembre 1996.
Elle doit son nom à la météorite dite de Rochechouart, tombée il y a environ 214 millions d'années sur l'emplacement de Pressignac (en Charente). Son impact a généré un cratère de plus de 22 kilomètres de diamètre.
Sa fusion avec la communauté de communes Vienne-Glane le 1er janvier 2016 entraîne sa disparition.

## Composition
Elle regroupe 5 communes : 
- Chéronnac
- Rochechouart
- Les Salles-Lavauguyon
- Vayres
- Videix